# Route des Yungas

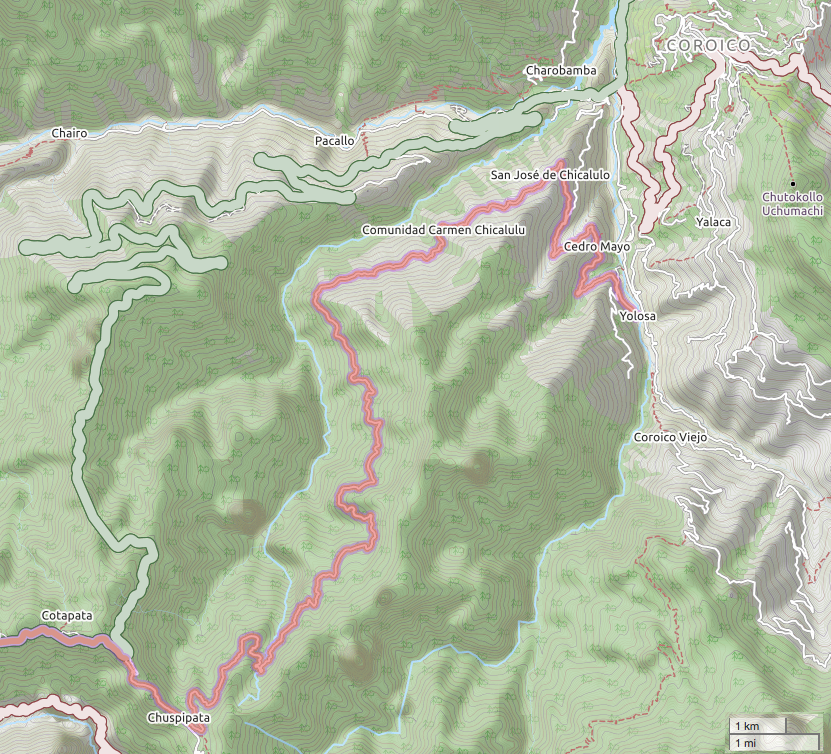
Tracé de la section (en vert) ayant remplacé l'ancienne route de la Mort (en rouge), aujourd'hui uniquement cyclable.

La route des Yungas est une ancienne route bolivienne, longue d'environ 64 kilomètres, construite en 1930 et reliant La Paz à Coroico. Très étroite, bordée d'une pente raide à flanc de montagne sans garde-corps et soumise régulièrement au brouillard et aux fortes pluies, la route était d'une extrême dangerosité, qui lui valut le surnom de Route de la Mort.
Un nouveau tracé long d'environ 80 kilomètres passant au nord de Cotapata a remplacé l'ancien en 2006, permettant  de contourner la section dangereuse, depuis reconvertie en une piste cyclable très appréciée des touristes.

## Présentation
La route a une altitude moyenne de 3 600 mètres ; en partant de La Paz, elle monte progressivement jusqu'au sommet de La Cumbre à 4 650 mètres et descend ensuite sur un trajet de 64 km.
Cette route est connue pour son extrême dangerosité. En 1995, la banque interaméricaine de développement la qualifia de « route la plus dangereuse du monde ». On estime que 200 à 300 voyageurs s'y tuaient chaque année, soit un véhicule toutes les deux semaines. Des croix marquent les nombreux points où des véhicules ont chuté.

## Historique

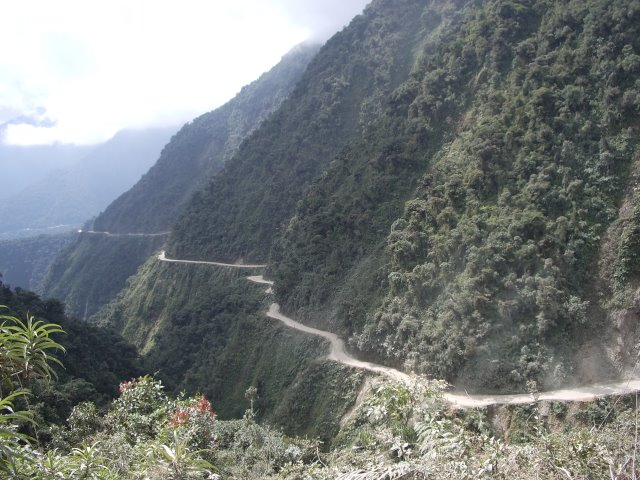
L'ancienne Route de la Mort.

Une partie de cette route a été construite par des prisonniers paraguayens lors de la guerre du Chaco. Elle constituait l’un des rares itinéraires reliant La Paz à la forêt amazonienne au nord du pays. En raison de ses pentes abruptes, de la présence d'une seule voie, large de seulement trois mètres à certains endroits, et de l'absence de garde-corps, cette route gagna très vite sa réputation d'extrême dangerosité. À cela s'ajoutaient l'abondance de pluie et de brouillard (réduisant considérablement la visibilité), le sol boueux et les chutes de pierres. La dangerosité était amplifiée par la fréquence de camions et de poids lourds qui transportaient des produits agricoles de la région à La Paz et des agrumes ainsi que des passagers arrivant de l'extrême nord du pays dans le sens inverse.
Le danger que présentait cet itinéraire en faisait une destination touristique prisée dans les années 1990, qui permettait aux passionnés de vélo de montagne d'apprécier la variation altitudinale, la faune, la flore et la beauté des paysages.
Après plus de vingt ans de travaux de réaménagement, la route est déviée en 2006 sur une nouvelle section passant au nord de Cotapata, pour une longueur totale de 80 kilomètres au lieu de 64. La nouvelle section contourne l'ancien trajet dangereux, tandis que la totalité de la route, intégrée à la Route 3, se voit dotée d'une double voie bitumée avec garde-corps. L'ancienne section reste accessible aux piétons et aux vélos. 

## Circulation
La loi indiquait que le conducteur ascendant (en direction de La Paz) avait priorité sur celui qui descendait.
Contrairement au reste du pays, le sens de la circulation était à gauche, afin de permettre aux conducteurs (au volant à gauche) d'évaluer avec plus de facilité la distance des roues de leur véhicule vis-à-vis du bord de la route.

## Accidents

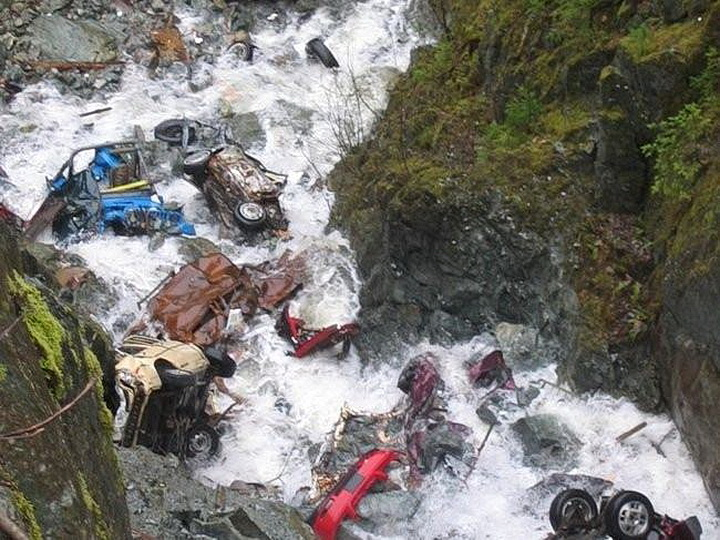
Carcasses de véhicules dans la rivière en dessous de la route (avant 2013).

Le 24 juillet 1983, un bus se renversa, causant la mort de plus de cent personnes, marquant le pire accident de la route du pays.
En 2011 eurent lieu 114 accidents, entraînant 42 décès.

## Télévision
Cette route a fait l'objet d'un documentaire d'une durée de 50 minutes diffusé en 2007 par France 5 dans la saison 1 de la série documentaire Les Routes de l'impossible sous le titre : « Bolivie, le chemin de la mort ».
En 2009, la BBC a diffusé dans son émission Top Gear un « Spécial Bolivie » évoquant la route des Yungas (épisode 6 de la saison 14).
En 2017, cette route est mentionnée dans la série télévisée américaine Reine du Sud à plusieurs reprises dans l'épisode 6 de la saison 2 : « Le Chemin de la mort », où les protagonistes subissent de nombreuses embûches.
En 2020, la chaîne YouTube Yes Theory fait une vidéo (5,12 millions d'abonnés à sa sortie) sur cette route ; elle est nommée Traveling On The World's Most Dangerous Road (« Voyage sur la route la plus dangereuse du monde »).